# Epinephelides
Epinephelides is een monotypisch geslacht van straalvinnige vissen uit de familie van zaag- of zeebaarzen (Serranidae).

## Soort
- Epinephelides armatus (Castelnau, 1875)